# Kilómetro 18
Kilómetro 18 är en ort i Mexiko.   Den ligger i kommunen Centla och delstaten Tabasco, i den sydöstra delen av landet, 700 km öster om huvudstaden Mexico City. Kilómetro 18 ligger 7 meter över havet och antalet invånare är 494.
Terrängen runt Kilómetro 18 är mycket platt. Havet är nära Kilómetro 18 åt nordväst. Runt Kilómetro 18 är det ganska glesbefolkat, med 32 invånare per kvadratkilometer. Närmaste större samhälle är Gobernador Cruz, 7,3 km väster om Kilómetro 18. Trakten runt Kilómetro 18 består till största delen av jordbruksmark.